# الدولة الموحدية
الخلافة الموحدية أو الدولة المؤمنية أو الدولة الموَحِّدِيَّةُ، نسبة إلى الموحدين («الذين يقرّون بوحدانية الله»)، هي دولة أمازيغية مسلمة قامت في شمال إفريقيا خلال القرن 12 ميلادي (7 هجري). في أوجها، سيطرت على بلاد المغرب (المغرب العربي) وأجزاء من شبه الجزيرة الإيبيرية (الأندلس).
تأسست الحركة الدينية الموحدية على يد ابن تومرت بين قبائل مصمودة الأمازيغية، ولكن الدولة الموحدية وسلالتها الحاكمة، المعروفة باسم السلالة المؤمنية، تأسست بعد وفاته على يد عبد المؤمن بن علي من قبيلة كومية الأمازيغية (زناتة). في حوالي عام 1121م، اعترف أتباع ابن تومرت به كـمهدي، وسرعان ما أسس قاعدته في تنمل بـجبال الأطلس. تحت قيادة عبد المؤمن بن علي (1130-1163م)، تمكن الموحدون من الإطاحة بدولة المرابطين الحاكمة في الغرب الإسلامي سنة 1147م بعد فتح مراكش وإعلان نفسه خليفة. وبحلول عام 1159م، بسطوا سيطرتهم على كامل بلاد المغرب، ثم امتدت سلطتهم إلى الأندلس، وبحلول عام 1172م أصبحت جميع أراضي المسلمين في إيبيريا تحت الحكم الموحدي.
شهد عام 1212م نقطة تحول في وجود الموحدين بالأندلس، عندما هُزم الخليفة محمد الناصر (1199-1214م) في معركة العقاب في جبال سييرا مورينا على يد تحالف من القوات المسيحية لمملكتي قشتالة وأراغون ومملكة نبرة. خلال العقود التالية، فقد الموحدون معظم أراضيهم في الأندلس، حيث سقطت قرطبة في يد المسيحيين سنة 1236م، ثم إشبيلية عام 1248م.
استمر حكم الموحدين في شمال إفريقيا، لكن الثورات القبلية وفقدان الأراضي التدريجي مهد الطريق للانقسامات الداخلية،  كان آخر حكام الموحدين إدريس الواثق، الذي لم يكن يسيطر سوى على مدينة مراكش، حيث اغتيل على يد أحد عبيده عام 1269م. وبذلك، ظهرت سلالات جديدة، حيث استولى المرينيون على مراكش، والزيانيون على تلمسان والحفصيون على تونس وبنو نصر على غرناطة. منهين بذلك سيطرة الموحدين على الغرب الإسلامي.

## تاريخ

### النشأة
تأسست الحركة الموحدية من قبل ابن تومرت من قبيلة مصمودة في منطقة تينمل قرب مدينة مراكش. وسمى الحركة ب«الموحدين» لكون أتباع هذه المدرسة كانوا يدعون إلى توحيد الله توحيدًا قاطعًا مما جعلهم ينكرون أسماء الله الحسنى باعتبارها أسماء لصفات مادية وهو الحق سبحانه ليس كمثله شيء فكانوا يذكرون الله باسمه المفرد الله. قاد محمد بن تومرت (1080م - 1130م)، وبعده عبد المؤمن بن علي الكومي الذي ينحدر من صلبه أمراء الموحدين، أتباع حركة دينية متشددة، وكان يدعوا إلى تنقية العقيدة من الشوائب. أطلق ابن تومرت عام 1118م الدعوة لمحاربة المرابطين واتخذ من قلعة تنمل على جبال الأطلس الكبير مقرا له. استطاع خليفته عبد المؤمن الكومي (1130م / 1133م - 1163م) (سمي بالكومي لأنه ينحدر من قبيلة كومية في تلمسان) أن يستحوذ على المغرب الأقصى والأوسط حيث دخل مراكش عام 1146م) وقضى على المرابطين، ومن ثم على كامل إفريقية (حتى تونس وليبيا عام 1160م) والأندلس (1146م - 1154م). وبعد نجاح عبد المومن بن علي الكومي في إقامة دولته بإفريقية اتجه إلى الأندلس وعمل على تقويتها وصد هجمات القشتاليين عنها. لكنه توفي عام 1163م ليتولى ابنه يوسف مكانه فاستكمل سياسة أبيه، ووطّد نفوذه في الأندلس، وبعث إليها بالجيوش وتقوية إماراتها. أقام الخليفة «يوسف بن عبد المؤمن» المشاريع في إشبيلية، مثل بناء القنطرة على نهر الوادي الكبير، وجامع إشبيلية الأعظم عام (567 هـ / 1172م)، ثم أتمّ ابنه المنصور مئذنته الكبيرة سنة 1188م، ولا تزال هذه المئذنة قائمة وتعرف باسم «الخيرالدة» ويبلغ ارتفاعها 96 مترًا. وفي إحدى غزواته في الأندلس سنة (579 هـ / 1183م) أصيب بسهم عند أسوار شنترين، فرجع إلى مراكش مصابًا، وبها مات.

### انتشار الموحدين
بلغت الدولة أوجها في عهد أبو يعقوب يوسف ابن عبد المؤمن بن علي الكومي (1163 - 1184م) ثم أبو يوسف يعقوب المنصور (1184م - 1199م) والذي تلقب بالمنصور وعمل على النهوض بالدولة الموحدية والأندلس علميا وثقافيا. وكان قائدا ماهرا وسياسيا قديرا استطاع عقد الصلح مع مملكة قشتالة. ولكن نقضهم للصلح اضطرته لقتالهم في معركة الأرك، مع بناء العديد من المدن الجديدة وتشجيع الثقافة والحياة الفكرية (ابن رشد، ابن طفيل). وقعت بعد ذلك معركة الأرك عام 1195م والتي انتصر فيها الموحدون على الملوك النصرانيين. في عهد الناصر (1199م - 1213م) تم القضاء على العديد من الثورات في إفريقية. وبعد موقعة الأرك عقدت هدنة بين ملك قشتالة ألفونسو الثامن والمسلمين. ولكن الفونسو استغل الهدنة في تقوية بلاده ومحالفة أمراء النصارى. وحين وجد نفسه مستعدا أغار على بلاد جيان وبياسة وأجزاء من مرسية. فاضطر الملك «محمد الناصر» الذي خلف والده المنصور في إفريقيا إلى الذهاب إلى الأندلس لغزو قشتالة. فعبر البحر بجيشه وذهب إلى إشبيلية لتنظيم الجيش. ومنها اتجه إلى قلعة «شلطبرة» إحدى قلاع مملكة قشتالة واستولى عليها بعد حصار دام 8 شهور. ولكن الفونسو دعا البابا أنوسنت الثالث بروما إلى إعلان الحرب الصليبية ضد الأندلس. وكان من نتاج ذلك أن اجتمع للإسبان 124.553 مقاتل انطلقوا ليستولوا على حصن رباح والأرك وغيرها. وقام المسلمون بجمع جيش مماثل والتقى الجيشان عند حصن العقاب إلا أن الموحدين تلقوا هزيمة قاسية على يد النصرانيين في معركة حصن العقاب سنة 1212م ولم تقم للمسلمين بالأندلس بعد هذه المعركة قائمة. وبعد سنة 1213م بدأت الدولة تتهاوى بسرعة مع سقوط الأندلس في أيدي النصرانيين بعد عام 1228م، وفي إفريقية سقوط (تونس) في أيدي الحفصيين، والمغرب الأوسط (الجزائر) في أيدي بني عبد الواد - الزيانيون - (1229م - 1236م). حكم بين السنوات 1224م إلى 1236م فرعين أحدهما في المغرب الأقصى (المغرب) والثاني في الأندلس. ومنذ 1244م تعرضوا لحملات المرينيين، ثم فقدوا السيطرة على المغرب الأقصى وانتهى أمرهم سنة 1269م بعد أن قضى عليهم المرينيون نهائياً.

### التوسع

#### المرحلة الأولى
ضم تلمسان ووهران بالمغرب الأوسط للدولة الموحدية، وقد تمت هذه المرحلة سنة 539هـ / 1144م.
تولى عبد المؤمن بن علي الكومي أمور الدعوة عقب وفاة المهدي بن تومرت  في 13 رمضان 524هـ / 20 أغسطس 1130م، بعد الهزيمة التي لحقت بالموحدين في معركة البحيرة، واستطاع أن يجند أنصارا جددا، وظل يناوش المرابطين دون الدخول في معارك حاسمة، واستمر هذا الوضع حتى سنة 534هـ / 1140م، حين جهز جيشًا عظيمًا، وخرج به من قاعدته تينمل، متجها صوب شرق المغرب وجنوبه الشرقي؛ لإخضاع القبائل لدعوته لأكثر من سبع سنوات متصلة، وأثناء ذلك توفي علي بن يوسف سلطان دولة المرابطين سنة 537هـ / 1142م وخلفه ابنه تاشفين، لكنه لم يقاوم جيش الموحدين، الذي تمكن من دخول تلمسان سنة 539هـ / 1144م، ثم وهران بعد محاصرتها وإشعال النيران على باب حصنها وقتل من كان بها من المرابطين، وسقوط تاشفين من على فرسه ميتًا في 27 رمضان 539هـ / 23 مارس 1145م لما حاول الهروب من الحصن.

#### المرحلة الثانية
ضم كافة مناطق المغرب الأقصى بما في ذلك مراكش وفاس وبقية المغرب إلى الزقاق وهو مضيق جبل طارق وقد تمت سنة 542هـ.
بعد وهران دخل الموحدون مدينة فاس في 14 ذي القعدة 540هـ الموافق لـ 5 مايو 1145م، بعدما ضربوا حولها حصارًا مدة سبعة أشهر، انتهى باستسلام أهلها ودخول الموحدين.
دخل الموحدون كلاًّ من مدينتي سبتة وسلا  ثم اتجهوا إلى مراكش وحاصروها لأكثر من تسعة أشهر، وكان يعتصم بها إسحاق بن علي بن تاشفين آخر أمراء المرابطين، إلى أن استولوا عليها في 18 شوال 541هـ الموافق لـ 24 مارس 1147م، وقتلوا إسحاق بن علي بعد أن وقع أسيرًا، وبذلك سقطت دولة المرابطين، وقامت محلها دولة جديدة تحت سلطان عبد المؤمن بن علي الكومي.

#### المرحلة الثالثة
فتح بقية المغرب الأوسط وقد تمت بدخول الموحدين مدينة الجزائر سنة 548 هـ - 1153م.

#### المرحلة الرابعة
بسط فيها الموحدون سلطانهم على إفريقية بما في ذلك شرق إقليم طرابلس ليبيا وقاموا باستعادة المهدية وجزيرة جربة (تونس) وبقية سواحل إفريقية من النورمان، وقد تمت سنة 555 هـ - 1160م التي تسمى سنة الأخماس، وبذلك يكون الموحدون أول من وحد بلاد المغرب (المغرب العربي) كله عدا برقة وما يليها شرقا إلى حدود مصر. وقد تحسن وضع الموحدين بعد الانتهاء من حروبهم بإفريقية، وتمكنوا من الاستيلاء على بلاد المغرب.

## سياسة الموحدين

### إصلاحات المأمون
كان للقرارت التي اتخذها الخليفة إدريس المأمون تقويض للنظام السياسي الموحدي من أساسه، وأبرز هذه القرارات إنهاء سلطة الأشياخ حيث استهدف الخليفة أشياخ أهل التوحيد، وخاصة شيوخ تينمل وهنتاتة الذين عمل على تصفيتهم جسديا اتباعا لفتوى قاضي الجماعة أبو زيد المكادي حول مسألة البيعة ويذكر ابن خلدون وابن عذاري أنه قتل حوالي مئة شيخ بالعاصمة مراكش ويرفع صاحب الحلل الموشية العدد إلى 5000 شيخ. كما قام المأمون بتحريم اسم المهدي من التسليط، وهو الدعوة إلى الصلاة باللغة الأمازيغية، بالإضافة إلى إزالة اسم المهدي من النقود. بالإضافة لتنفيذ بنود الاتفاقية المبرمة بينه وبين فرناندو الثالث ملك قشتالة والتي تنص على السماح بتأسيس كنيسة مسيحية بمراكش العاصمة، وبيوت للفرقة العسكرية المسيحية وضمان حرية تنقل وتجمع المسيحيين المقيمين داخل المجال الموحدي.

## الفن المعماري

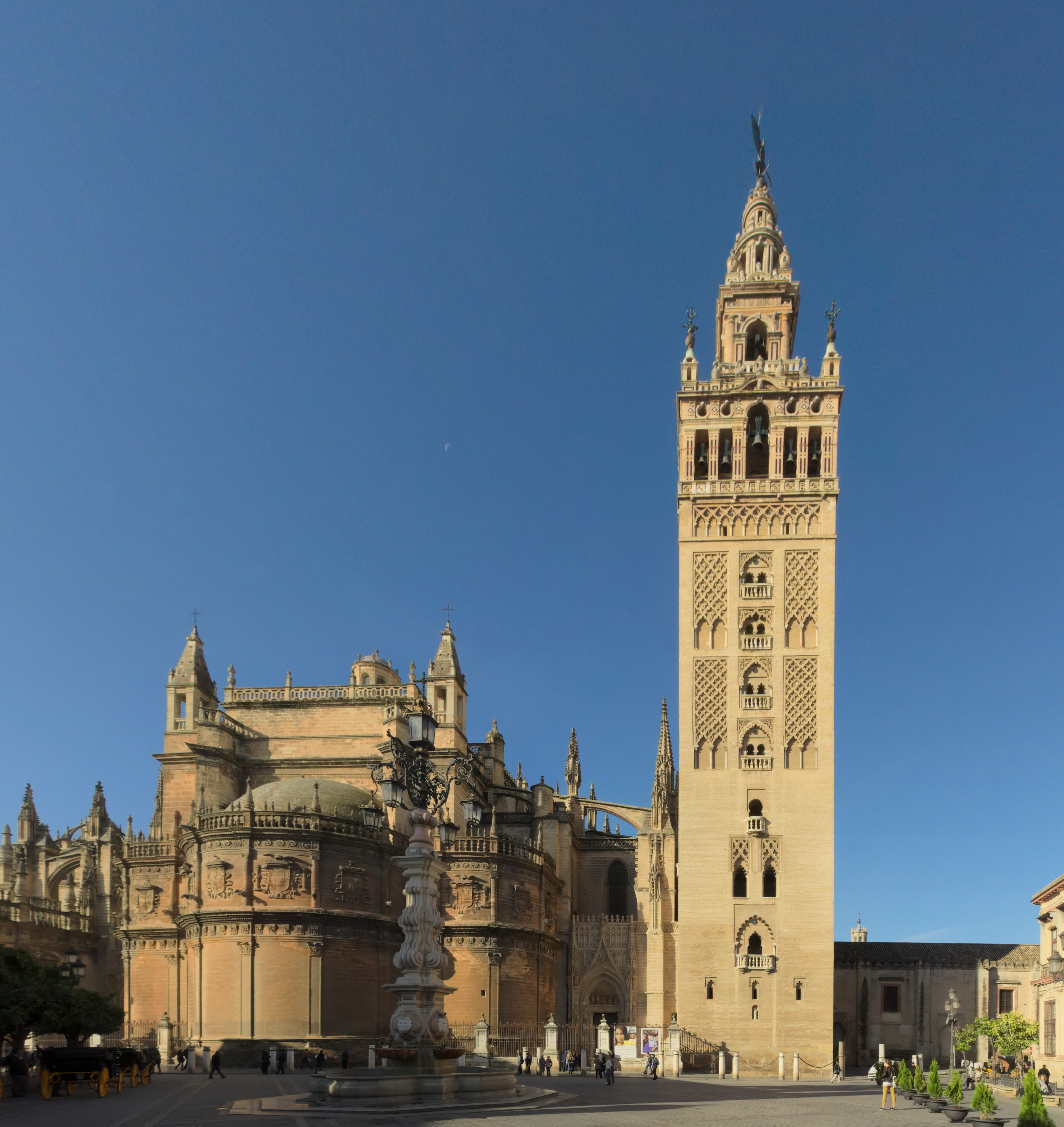
منارة الجيرالدا في إشبيلية.
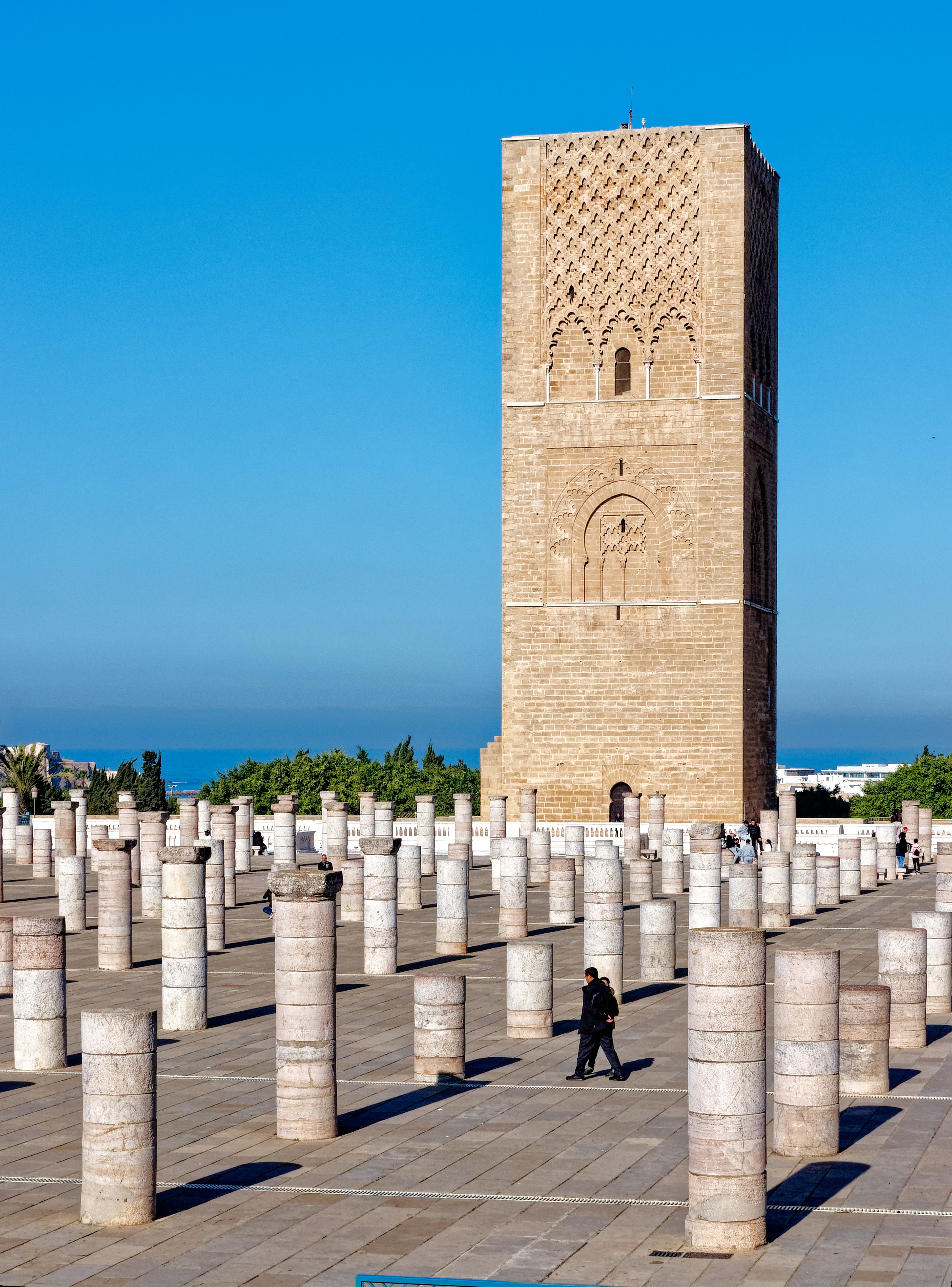
صومعة حسان بالرباط.
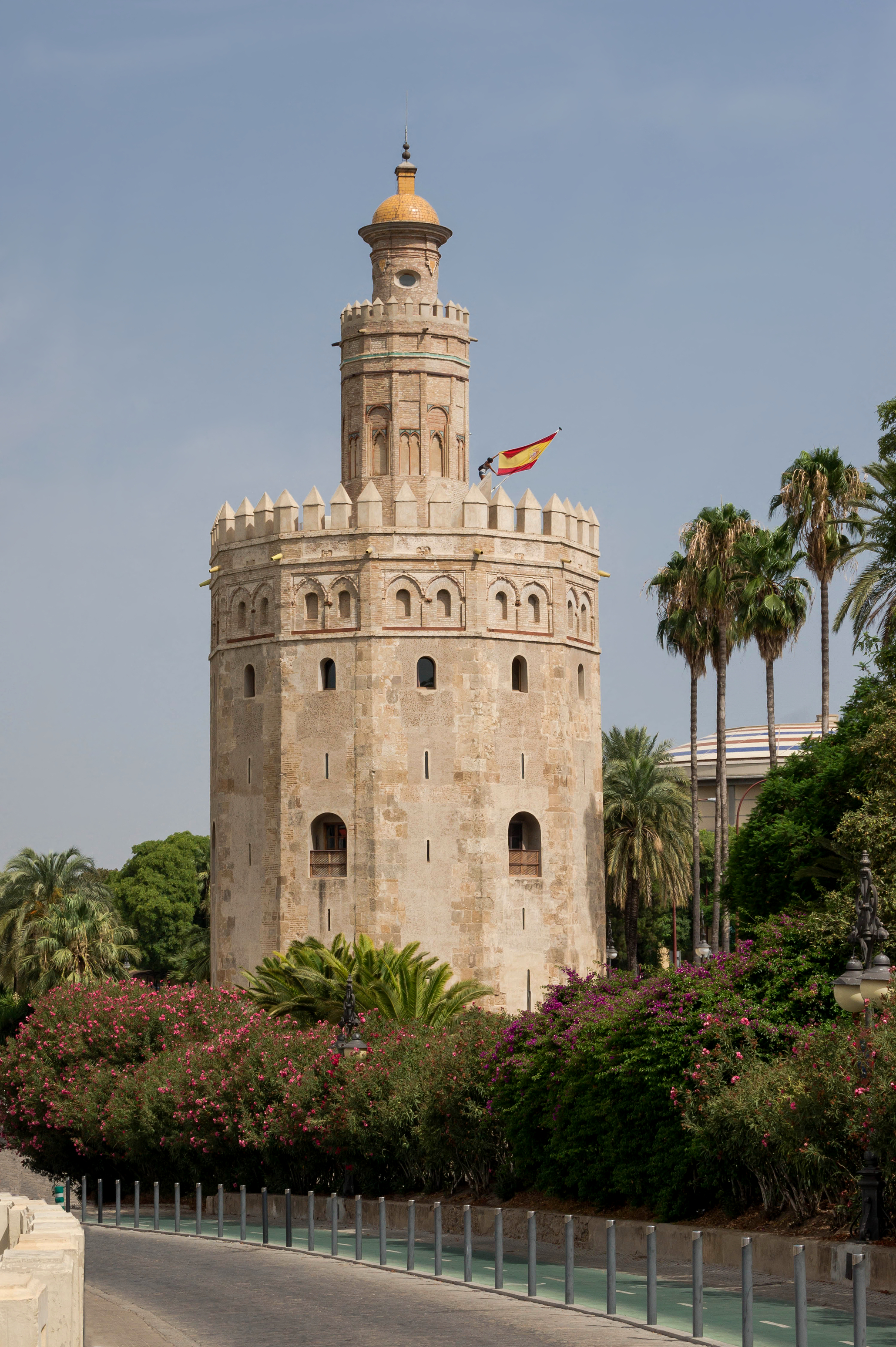
برج الذهب في إشبيلية.
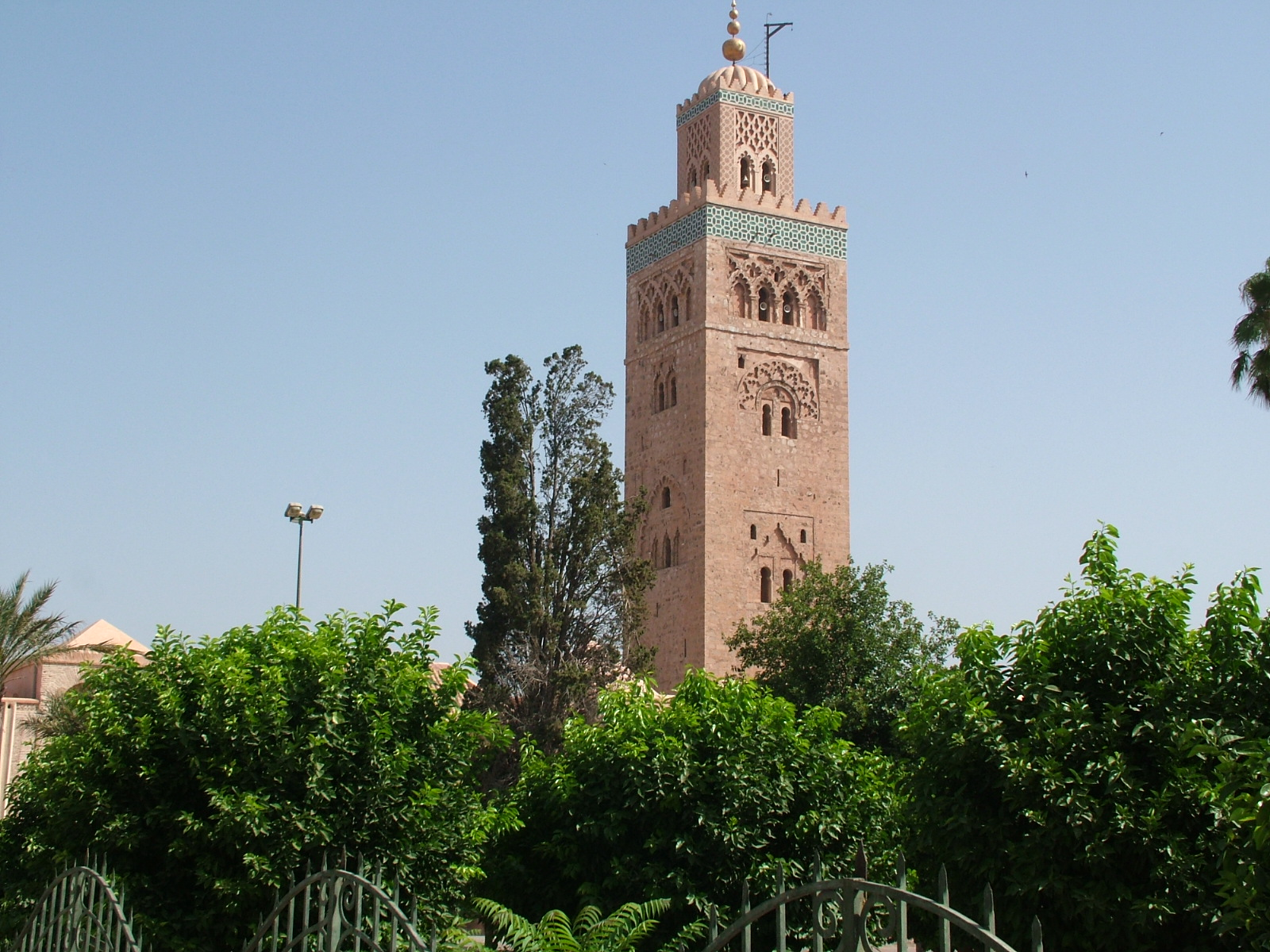
جامع الكتبية بمراكش.

## وضع غير المسلمين
سيطر الموحدون على أراضي المرابطين المغاربية والأندلسية بحلول عام 1147. رفض الموحّدون العقيدة الإسلامية السائدة التي تثبت مكانة «أهل الذمة»، وهو وضع غير مسلم في بلد مسلم والذي يسمح له بممارسة دينه بشرط الخضوع للحكم الإسلامي ودفع ضريبة الجزية.
طرأ على معاملة اليهود تحت حكم الموحدين تغييراً جذرياً. فقبل حكم الموحدين خلال خلافة قرطبة، شهدت الثقافة اليهودية عصرها الذهبي. زعمت ماريا روزا مينوكال، المتخصصة في الأدب الأيبيري في جامعة ييل أن «التسامح كان جانباً متأصلاً في المجتمع الأندلسي»، وأن الرعايا اليهود الذين يعيشون تحت حكم الخلافة الأمويَّة، رغم أنهم كان لديهم حقوق أقل من المسلمين، إلا أنهم ظلوا في وضع أفضل من وضعهم في أوروبا المسيحية. وهاجر الكثير من اليهود إلى الأندلس، حيث لم يتم التسامح معهم فحسب، بل سُمح لهم بممارسة عقيدتهم علانيةً. ومارس المسيحيون أيضًا دينهم بحرية نسبية في خلافة قرطبة، وعاش كل من اليهود والمسيحيين في المغرب أيضًا.
أول زعيم للموحدين، عبد المؤمن، سمح بفترة سماح أولية مدتها 7 أشهر. ثم أجبر معظم السكان الذميين الحضريين في المغرب، من اليهود والمسيحيين، على اعتناق الإسلام. وكان على أولئك الذين اعتنقوا الإسلام حديثاً ارتداء ملابس مُعرَّفة، لأنهم لم يُعتبروا مسلمين مخلصين. ووفقاً للعديد من المؤرخين طرأ على معاملة المسيحيين في الأندلس والمغرب الكبير تحت حكم الموحدين تغييرًا جذريًا. حيث قُتل الكثير من المسيحيين، أو أُجبروا على التحول إلى الإسلام أو أُرغموا على الفرار تحت تهديد العنف. وهرب بعض المسيحيين إلى الممالك المسيحية في الشمال والغرب وساعدوا في تأجيج الاسترداد.
كانت العديد من التحولات إلى الإسلام سطحية. وحثّ موسى بن ميمون اليهود على اختيار التحول السطحي إلى الإسلام بدلاً من الموت والشهادة، بحجة أن «المسلمين يعرفون جيداً أننا لا نعني ما نقوله، وأنَّ ما نقوله هو فقط الهروب من عقوبة الحاكم وإرضائه بهذا الاعتراف البسيط». أبراهام بن عزرا (1089-1164)، والذي فرَّ بنفسه من اضطهاد الموحدين، قام بتأليف أعمال ترثي تدمير العديد من المجتمعات اليهودية في جميع أنحاء الأندلس والمغرب الكبير تحت حكم الموحدين. وفرّ الكثير من اليهود من المناطق التي يحكمها الموحدون إلى الأراضي المسيحية، وهرب آخرون، مثل عائلة ميمون، شرقًا إلى أراضي إسلامية أكثر تسامحًا، بينما قرر البعض البقاء للحفاظ على ممتلكاتهم، وكثير منهم تظاهروا بالتحول إلى الإسلام، مع الاستمرار في ممارساتهم الدينية بالسرية. وتم تسجيل حالات استشهاد الجماعي لليهود الذين رفضوا اعتناق الإسلام. ومع ذلك، تم تسجيل وجود عدد قليل من التجار اليهود الذين كانوا لا يزالون يعملون في شمال أفريقيا.
تخلى إدريس المأمون، وهو خليفة موحدي حكم في الفترة ما بين 1229-1232 وفي أجزاء من المغرب، عن الكثير من ممارسات من سبقوه الموحدين، بما في ذلك تعريف ابن تومرت بأنه المهدي، وحرمان الذميين من حقوقهم. سمح لليهود بممارسة دينهم علانية في مراكش، وسمح حتى للكنيسة المسيحية العمل هناك كجزء من تحالفه مع قشتالة. وفي أيبيريا انهار حكم الموحدين في عقد 1200، وخلفهم العديد من ملوك الطوائف، والذين سمحوا لليهود بممارسة دينهم علانية.
على الجانب الآخر، وفقا لماربيل فييرو يرى بعض الباحثين أن التحولات الإجبارية لليهود والمسيحيين في عهد الموحدين كانت قليلة التأثير، ويرى آخرون أن المسلمين أيضًا قد تأثروا بها، حيث أرغم جميع من كانوا تحت حكم الموحدين على اتباع فهمهم للدين. بالإضافة إلى ذلك، يغلب على المصادر اليهودية التي تتحدث عن الاضطهاد الموحدي الغموض، وليس من الواضح تمامًا إن كانت التحولات قد تمت تحت التهديد بالقتل أو النفي، أو تحت تحفيز كبير فحسب.

## قائمة الحكام
|    | الحاكم                         | فترة حياته  | فترة حكمه   |
| -- | ------------------------------ | ----------- | ----------- |
| 1  | عبد المؤمن بن علي الكومي       | 1094 - 1163 | 1133 - 1163 |
| 2  | أبو يعقوب يوسف بن عبد المؤمن   | 1138 - 1184 | 1163 - 1184 |
| 3  | أبو يوسف يعقوب بن يوسف المنصور | 1160 - 1199 | 1184 - 1199 |
| 4  | محمد الناصر بن يعقوب بن يوسف   | .... - 1213 | 1199 - 1213 |
| 5  | يوسف المستنصر                  | .... -....  | 1213 - 1224 |
| 6  | عبد الواحد المخلوع             | .... -....  | 1224 - 1224 |
| 7  | عبد الله العادل                | .... -....  | 1224 - 1227 |
| 8  | يحيى المعتصم                   | .... -....  | 1227 - 1230 |
| 9  | إدريس المأمون                  | .... -....  | 1227 - 1232 |
| 10 | عبد الواحد الرشيد              | .... -....  | 1232 - 1242 |
| 11 | أبو الحسن السعيد               | .... -....  | 1242 - 1248 |
| 12 | عمر المرتضى                    | .... -....  | 1248 - 1266 |
| 13 | إدريس الواثق (أبو دبوس)        | .... -....  | 1266 - 1269 |